# Trivela (futebol)
Trivela é um tipo de passe/remate aplicado no futebol. É uma técnica de passe/remate pouco utilizada pela generalidade dos futebolistas, pois exige uma particularmente elevada capacidade técnica. Executado com a parte exterior do pé, é de difícil execução, mas também de grande espectacularidade e imprevisibilidade. Permite ainda imprimir à bola um efeito que a faz descrever um arco oposto ao que é habitualmente executado quando é impulsionada com a parte interior do pé.
É particularmente útil para futebolistas que apresentem uma diferença técnica significativa entre os dois pés. Podem, deste modo, com o pé mais forte suprimir as dificuldades que têm no controlo da bola e remate/passe com o pé mais fraco.
O jogador sérvio Ljubinko Drulović (já aposentado) foi possivelmente um dos precursores desta técnica. Actualmente, o português Ricardo Quaresma é o jogador que executa com maior frequência e qualidade este gesto técnico.
Outro futebolista que executava com perfeição a trivela foi o brasileiro Roberto Rivellino, que a apelidou carinhosamente de "três dedos", por utilizar os referidos dedos da parte de fora do pé para a execução da trivela.
Um dos mais famosos gols marcados com um chute de trivela foi o gol de falta marcado pelo lateral Roberto carlos em 1997, numa partida contra a França. Este chute foi objeto de inúmeros estudos científicos, e ficou conhecido como "Banana shot".